# Пяденица обыкновенная
Обыкнове́нная пяде́ница (Ematurga atomaria) — бабочка из семейства пядениц.
Размах крыльев достигает от 22 до 33 мм. Выражен половой диморфизм. Крылья самки имеют белую окраску, в то время как крылья самца охряного цвета.
Обитают на опушках леса, предпочитая сухую местность. Даёт два поколения. Бабочки встречаются с апреля по май и с июля по август. Яйца удлинённые, от зелёного до жёлто-красного цвета. Гусеницы длиной до 30 мм, гладкие, окраска варьирует от коричневого и желтоватого до серого и фиолетово-серого цвета. Питаются на вереске, клевере, полыни, щавеле, эрике. Куколка жёлто-коричневого цвета с точками. Кремастер удлинённый, вилочковый на конце.

## Распространение
Северная Европа, Кавказ, Малая Азия, Центральная и Восточная Азия.